# Station Arbanats
Station Arbanats is een spoorweghalte in de Franse gemeente Arbanats aan de lijn Bordeaux (station Saint-Jean) - Sète, bediend door de TER Nouvelle-Aquitaine. 